# Stranger in the Alps
《Stranger in the Alps》는 미국의 음악가 피비 브리저스의 첫 정규 음반이며, 2017년 9월 22일 데드 오션스를 통해 발매되었다.

## 제목
이 음반의 제목은 영화 위대한 레보스키의 TV용 편집본을 뜻하는 것이다. 편집이 되지 않은 원본에서 존 굿맨이 연기한 월터 솝책은 "다른 사람이랑 엉덩이로 관계를 가질 때 무슨 일이 벌어지는지 아나?"라고 말하지만, TV용 편집본에서는 대사가 "알프스에서 낯선 사람을 찾으면 어떻게 되는지 봤느냐?"라고 바뀌었다.

## 평가
| 전문가 평가          | 전문가 평가 |
| 총 점수              | 총 점수     |
| 출처                 | 점수        |
| -------------------- | ----------- |
| AnyDecentMusic?      | 7.8/10      |
| 메타크리틱           | 82/100      |
| 평가 점수            |             |
| 출처                 | 점수        |
| AllMusic             | [ 6 ]       |
| The A.V. Club        | A           |
| Consequence of Sound | A−          |
| Exclaim!             | 9/10        |
| The Irish Times      | [ 10 ]      |
| Mojo                 | [ 11 ]      |
| NME                  | [ 12 ]      |
| Pitchfork            | 7.0/10      |
| Q                    | [ 14 ]      |
| Uncut                | 6/10        |

100점 만점으로 주요 출판물의 리뷰의 점수를 평균화하여 점수를 내는 리뷰 사이트인 메타크리틱에서는 16개의 리뷰를 통하여 평균 점수가 82점이 나와 전반적인 극찬(Universal acclaim)을 받았다.
디 A.V. 클럽의 조시 모델은 이 음반에 만점을 보내면서 "《Stranger in The Alps》는 슬픔을 구원하는 아름다움으로 승화시킨다. 결코 뒹구는 것이 아니라, 천천히 움직이는 것에 관한 것이다. 올해 최고의 음반 중 하나."라고 평하였다.

## 트랙 리스트
| #            | 제목                                    | 작사·작곡                       | 재생 시간 |
| ------------ | --------------------------------------- | ------------------------------- | --------- |
| 1.           | 〈Smoke Signals〉                       | Phoebe Bridgers Marshall Vore   | 5:24      |
| 2.           | 〈Motion Sickness〉                     | Bridgers Vore                   | 3:49      |
| 3.           | 〈Funeral〉                             | Bridgers                        | 3:52      |
| 4.           | 〈Demi Moore〉                          | Bridgers Vore Harrison Whitford | 3:18      |
| 5.           | 〈Scott Street〉                        | Bridgers Vore                   | 5:05      |
| 6.           | 〈Killer〉                              | Bridgers                        | 3:09      |
| 7.           | 〈Georgia〉                             | Bridgers                        | 4:07      |
| 8.           | 〈Chelsea〉                             | Bridgers                        | 4:42      |
| 9.           | 〈Would You Rather〉 (ft 코너 오버스트) | Bridgers Vore Tony Berg         | 3:19      |
| 10.          | 〈You Missed My Heart〉                 | Mark Kozelek Jimmy LaValle      | 6:57      |
| 11.          | 〈Smoke Signals (Reprise)〉             | Bridgers Vore                   | 0:33      |
| 총 재생 시간 | 총 재생 시간                            | 총 재생 시간                    | 44:15     |

| #            | 제목                       | 작사·작곡     | 재생 시간 |
| ------------ | -------------------------- | ------------- | --------- |
| 12.          | 〈It'll All Work Out〉     | Tom Petty     | 2:46      |
| 13.          | 〈Motion Sickness (Demo)〉 | Bridgers Vore | 4:24      |
| 총 재생 시간 | 총 재생 시간               | 총 재생 시간  | 51:25     |

## 크레딧
크레딧은 라이너 노트에서 발췌하였다.
| 음악가 - 피비 브리저스 – 보컬, 기타, 밴조 - 토니 버그 – 기타, 키보드 - 존 도 – 보컬 - 이던 그러스카 – 키보드, 피아노, 드럼, 타악기, 드럼 프로그래밍, 기타, 베이스, 바리톤 기타, 반두라, 제트 엔진 - 그렉 레이즈 – 페달 스틸 기타 - 롭 무스 – 현악기 - 게이브 노엘 – 첼로, 베이스 - 코너 오버스트 – 보컬 - 다니엘 라인 – 업라이트 베이스 - 게이브 위처 – 바이올린 - 마셜 보어 – 드럼, 타악기, 보컬 - 해리슨 윗포드 – 기타 | 프로듀싱 - 토니 버그 – 프로듀싱, 녹음 - 이던 그러스카 – 프로듀싱 - 마이크 모지스 – 믹싱 - 밥 루드비히 – 마스터링 - 롭 무스 – 현악기 편곡 아트워크 - 안젤라 딘 – 아트 워크 - 엘레인 간돌라 – 사진 - 프랭크 W. 오큰펠스 3세 – 사진 - 브리저스의 엄마 – 사진 - 내다니얼 데이비드 우테스치 – 레이아웃 |

## 차트
| 차트                          | 최고 순위 |
| ----------------------------- | --------- |
| 미국 히트시커 앨범 (빌보드)   | 13        |
| 미국 인디펜던트 앨버 (빌보드) | 38        |